# Тэккадон
Тэккадон (яп. 鉄火丼) — это традиционное блюдо японской кухни, представляющее собой разновидность домбури —  риса с сашими из сырого тунца, нарезанного тонкими ломтиками. Острый тэккадон готовится из смеси пряных ингредиентов, острого апельсинового соуса или того и другого вместе, обычно с добавлением зелёного лука, изредка васаби или японской горчицы.

## Этимология
Термин «тэкка» в названии происходит от названия игровых залов (теккаба), где это блюдо обычно подавалось с конца периода Эдо до начала периода Мэйдзи в истории Японии.

## Разновидности
Похожее блюдо, приготовленное с сашими из лосося, называется сакедон.